# Volta a Llombardia 1907
La Volta a Llombardia 1907 fou la 3a edició de la Volta a Llombardia. Aquesta cursa ciclista organitzada per La Gazzetta dello Sport es va disputar el 3 de novembre de 1907 amb sortida a Milà i arribada a Sesto San Giovanni després d'un recorregut de 210 km.
La prova es disputa amb bicicletes precintades i no es permet cap ajuda externa.

Giovanni Gerbi és el primer a creuar la línia de meta però és desqualificat per haver fet part del recorregut darrere moto. Lucien Petit-Breton acaba tercer però també és desqualificat per no haver firmat en el control de Como.
Al final el guanyador de la prova és Gustave Garrigou (Peugeot-Wolber). Segon queda Ernesto Azzini (Atena) i tercer, per tercer any consecutiu, Luigi Ganna (Turkheimer). Garrigou és el primer corredor no italià que acaba la prova en tota la seva història.

## Classificació general
|    | Ciclista            | Equip          | Temps      |
| -- | ------------------- | -------------- | ---------- |
| 1  | Gustave Garrigou    | Peugeot-Wolber | 7h 53' 41" |
| 2  | Ernesto Azzini      | Atena          | + 12' 23"  |
| 3  | Luigi Ganna         | Turkheimer     | + 18' 49"  |
| 4  | Felice Gallazzi     | Individual     | + 24' 30"  |
| 5  | Andrea Massironi    | Individual     | + 29' 25"  |
| 6  | Henri Rheinwald     | Individual     | + 42' 16"  |
| 7  | Ernesto Ferrari     | Individual     | m. t.      |
| 8  | Ferrucio Mirancelli | Individual     | + 42' 17"  |
| 9  | Mario Gaioni        | Individual     | + 55' 19"  |
| 10 | Attilio Alberti     | Individual     | + 55' 39"  |